# Arkive
ARKive är en webbplats och encyklopedi som underhölls av naturskyddsorganisationen Wildscreen och som tillhandahåller foton, videon och informationer om världens olika djur- och växtarter. Wildscreen har samarbetspartner som Internationella naturvårdsunionen (IUCN), Världsnaturfonden (WWF) och Google.
Enligt egen utsago hade encyklopedin under våren 2017 över 16 000 artiklar med tillsammans över 100 000 foton eller video. Projektet startades 20 maj 2013 med zoologen och TV-programledaren Sir David Attenborough som mecenat.
Webbplatsen valdes 2005 av Sunday Times som website of the year.